# 名士列車
名士列車（めいしれっしゃ）とは、上京する華族や国会議員、地方財界の名士などが多く乗り合わせた長距離列車の通称。交通機関の多様化により、現在は死語となっている。

## 概要
この言葉の生まれた背景としては、新幹線や飛行機が一般的な移動手段となる以前は、地方と東京を結ぶ長距離列車が唯一の交通手段であったことが挙げられる。

### 太平洋戦争前の事例
太平洋戦争前では、東海道本線を走行した特別急行列車1・2列車→（のちに「富士」）や東京駅〜大阪駅間を運行した夜行急行17・18列車がそう言われる。とりわけ寝台車が一等車、二等車にのみ設定されていた関係もあるが、小市民には縁のない一等車、二等車で構成されていることから、いわゆる名士と称された富裕層や華族、国会議員や高級軍人、地方財界の大物が多数乗り合わせる機会も多くなっていた。
こういった列車では長時間、同じ車内に拘束されることもあり、食堂車（それも洋食専門で完全予約制の洋食堂車が連結されていた）は一種の社交場と呈することとなった。政策や大型商談、時には縁談などもが列車内の会話がきっかけで取りまとめられることも多かったとされる。
これらの列車の内、1・2列車については、遠くヨーロッパへの国際連絡輸送の側面もあったためいわゆる広告塔・ショーケースと言った意味合いが強いとされ、また、寝台車がこれら上級車両にのみ設定されていたと言う事情がある。
また、東海道本線のみならず、いわゆる高級軍人や官僚などが利用するために最速達列車であった急行列車に一等車を連結する事例は多かった。しかし、東海道・山陽本線以外の線区において乗車率があまりにも悪いこともあり、連結中止になった時期があるが、国際連絡輸送の側面やいわゆるサロンとしての展望車が一等車にのみ設定されていた事もあり、これらの列車には連結されていた。

### 太平洋戦争後の展開
太平洋戦争後、華族制度の解体や財閥解体、農地改革による大地主の弱体化などにより「名士」と称される利用者層は減っていった。しかし、各等級連結が原則となった特別急行列車「平和」→「はと」・「つばめ」において一等展望車を利用する乗客は太平洋戦争前の「名士列車」を利用していた客層であり、庶民が一等展望車を利用することは希であった。また、一等寝台車と二等座席車のみからなる編成を組んだ「銀河」はその運行時間帯が太平洋戦争前の名士列車の時間を踏襲していたが、利用者が伸び悩みすぐに三等車を連結した。
また、速達性が重視された電車特急「こだま」にも、「はと」・「つばめ」を151系電車に置き換える際に一等展望車の代替として二等車に特別席「パーラーカー」を設定した。しかし編成定員の過半数は三等であった。
また、いわゆる"寝台列車の祖"と言われる「彗星」は、登場時、二等寝台車6両を含む全車寝台車で編成され、太平洋戦争前の名士列車を彷彿とされたが、これは夜行利用客の内、寝台車利用客の分離を図ったものとされている。しかし、豪華編成とはいえ半数以上は三等寝台である。
このように太平洋戦争後（1960年代まで）においては編成の一部に「名士列車」の名残をもつものもあったが、身分制度が無くなったことに加え、かつて「名士列車」を利用していた層も、新幹線の開業や航空網の整備によってそれらの交通機関へ転移していったことから、その存在は次第に忘れ去られていった。

### 殿様列車「あさかぜ」
これに類似するものとして、昭和30〜40年代の20系客車で運行された「あさかぜ」をあげることが出来る。
この列車は、皇族用特別車両以外では初の一人用個室寝台車であるナロネ20形を初めとして二等寝台（今のA寝台）を6両連結する編成で、同じ東京から九州方面の寝台特急である「さくら」「はやぶさ」「みずほ」などが二等寝台を2両程度しか連結していないことと比較すると大変豪華な編成であった。また一人用個室寝台のみからなるナロネ20形は「あさかぜ」にしか連結されず、こうしたことからいつしか「あさかぜ」は「殿様列車」と呼ばれるようになった。
この名称の意味としては、「あさかぜ」に名士が乗るというよりも、編成が他の寝台特急に比べて格段に豪華であることを指して「殿様」と呼んだとみなす方が適切である。しかし、高度経済成長期において、個室寝台車ナロネ20形は高級官僚や大企業の社長・重役などが出張のために大いに利用していたのは事実であり、名士列車の名残は残っていたといえる。ただし、太平洋戦争前の身分制度による乗り分けとは違い、サラリーマンが出世をすればナロネ20形を利用することはできるわけであり、そうした点では名士列車とは異なる。さらに1960年代後半になると、ナロネ20形の二人用個室は新婚旅行客（当時の九州は新婚旅行のメッカでもあった）にも多く利用されるようになっていた。
また、運用上の効率化から1972年以降、個室寝台が「あさかぜ」のみに連結されたことで“特別な編成”となったこともあった。当時の編成はこちらを参照されたいが、当時のほかの20系客車列車編成を比べてもA寝台の比率が高いことがうかがえる。
しかし、この殿様列車あさかぜも1975年の山陽新幹線博多駅乗り入れに相前後して旧国鉄の運賃・料金の値上げに伴い、航空運賃との差が無くなってきたことや、新婚旅行客の海外志向の高まりなどによる利用客（特に優等利用客）の減少や、20系客車自体の経年劣化・陳腐化による編成の変更から24系25形客車への置き換えにより、徐々にB寝台（以前の三等寝台）中心の編成組成に変更されていき、殿様列車の印象が薄れる事となった。
なお、ナロネ20形は1975年に連結が中止されたが、博多「あさかぜ」には20系客車を使用し、東京発の九州ブルートレインで最後に20系客車を用いた列車となった。これには1975年にほかの20系客車から24系客車に取り換えた際にA寝台車両に24系客車は開放式寝台のみであったためで、個室寝台はまだ20系客車にしか存在しなかったためでもあった。オロネ25形車両は1976年に登場するが、それまでのつなぎとして一部個室寝台のナロネ22形車両を連結し、個室A寝台を保った形となった。
なお、この殿様列車と称された博多「あさかぜ」は国鉄分割民営化と相前後した1987年に、1988年に開業する青函トンネルを経由して運行する寝台特急「北斗星」の運行開始をにらみ東日本旅客鉄道（JR東日本）が同列車のモデル列車として24系25形客車の改修を行い、「グレードアップ車両」として運用したが、利用率の伸び悩みから1994年に同列車が廃止されたことにより運用を終了している。